# Geometria integral

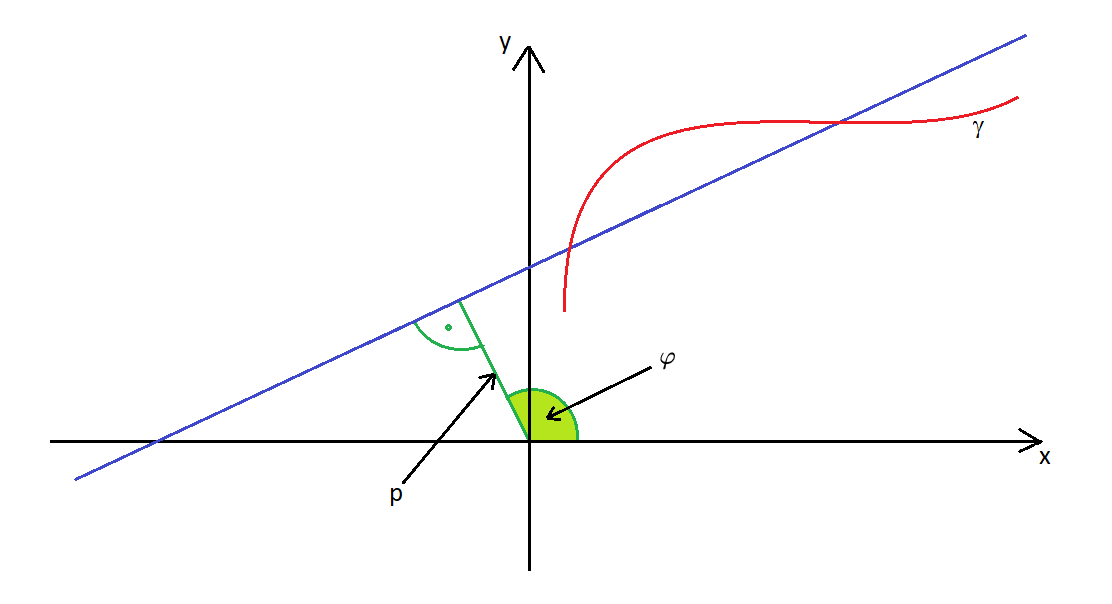
Representação esquemática de Geometria Integral.

Em matemática, geometria integral é a teoria das medidas sobre um espaço geométrico invariante sob o grupo de simetria deste espaço. Em tempos mais recentes, o significado tem sido ampliado para incluir uma visão de transformações invariantes (ou funções equivariantes) do espaço de funções sobre um espaço geométrico de funções em outro espaço geométrico. Tais transformações frequentemente tomam a forma de transformadas integrais tais como a transformada de Radon e suas generalizações.